# Histoire de l'Occitanie pendant la Révolution française
 (juin 2017).
Si vous disposez d'ouvrages ou d'articles de référence ou si vous connaissez des sites web de qualité traitant du thème abordé ici, merci de compléter l'article en donnant les références utiles à sa vérifiabilité et en les liant à la section « Notes et références ».
L'évolution historique du sud de la France pendant la Révolution française, de 1788 à 1795.

## Abolition des états historiques
Peu avant la Révolution française, en 1788, les nobles du Dauphiné demandent que de nouvelles assemblées territoriales soient substituées aux anciens états provinciaux. À la même époque, le parlement de Bordeaux tente d'empêcher la constitution de l'Assemblée du Limousin.
L'aristocratie provençale demande la décentralisation et la prédominance locale. En 1787, Loménie de Brienne, archevêque de Toulouse et président de l'Assemblée des notables tente d'empêcher les réformes de Calonne, qui veut augmenter les impôts, abolir les douanes internes ainsi que la gabelle et réduire le pouvoir des parlements locaux. Devenu lui-même contrôleur général des finances, Loménie de Brienne tente des réformes, notamment l'instauration d'assemblées provinciales, mais doit se retirer en août 1788. Le 5 mai 1788, Lamoignon, chancelier du parlement de Paris, tente de modifier le système judiciaire en abolissant le tribunal des nobles.
En Provence, les fonctionnaires municipaux étaient choisis par une assemblée de communautés, ennemie du peuple[non neutre]. En décembre 1787, à la suite de pressions, sont réunis les États de Provence. Mais la noblesse y dominait, de sorte qu'à l'hiver 1788-1789 éclatèrent des révoltes confuses à Aix, Toulon et Marseille. En même temps, le parlement de Béarn refuse d'accepter l'intendant militaire et l'expulse, défiant ainsi Paris.
En 1785, le Dauphiné (zone alors la plus industrialisée de la France)[réf. nécessaire] convoque des états provinciaux, réunis entre le 1er décembre 1788 et le 16 janvier 1789 à Grenoble, où se produisent les premiers conflits pour la représentation[C'est-à-dire ?]. Mounier en fait partie, mais en juin 1789, les bandits assaillent les magasins et emportent les denrées. En 1790, ils brûlent le palais du duc d'Aiguillon à Agen[réf. nécessaire] et le parlement d'Aix vote son autodissolution.

## Participation occitane à la Révolution
L'Occitanie participa assez activement à la Révolution. Depuis 1789 s'impose le parti girondin (ainsi nommé d'après la région de la Gironde, autour de Bordeaux, d'où beaucoup des dirigeants étaient originaires). C'était des voltairiens influencés par la révolution nord-américaine, qui réclamaient plus de pouvoir pour les provinces et les départements. Les principaux dirigeants girondins occitans étaient le limousin Pierre Vergniaud (1753-1793), président de la Convention en janvier 1793, et le marseillais Charles Barbaroux (1767-1794). Un autre groupe postérieur fut le Club des Feuillants, ainsi appelé car il se réunissait dans ce monastère aquitain, des jacobins modérés qui défendirent la constitution de 1791 et s'opposèrent à l'exécution du roi. Les principaux chefs étaient l'auvergnat marquis de La Fayette (1757-1834) - héros de la Guerre aux États-Unis -, le provençal Emmanuel Joseph Siéyès (1748-1836) - auteur des études Essai sur les privilèges (1788) et Qu'est-ce que le Tiers État ? (1789), qui en 1799 ferait partie du Directoire et serait complice du coup d'État de brumaire, et l'un des trois consuls -, le dauphinois Antoine-Pierre Barnave (1761-1793) - député de Grenoble exécuté par Robespierre - et Jean Bailly, aussi exécuté en 1793.
D'abord, la révolution fut très bien reçue. Les Provençaux Mirabeau et Pascalis demandèrent le rétablissement des anciens droits et autonomies du Béarn et de la Provence, mais Pascalis fut lynché par la foule en 1790, et ses partisans, des bourgeois ruraux et des aristocrates ruinés, ne reçurent pas le soutien du peuple.
En 1790, Latrosne abolit l'ancienne division provinciale de la France en 25 généralités, qui fut effectué en 1793 en 81 départements, 250 districts et 4.500 cantons. 31 départements correspondaient au territoire occitan. De cette manière les Assemblées Provinciales de 1787 et les Fors furent définitivement abolis, considérés comme anachroniques.

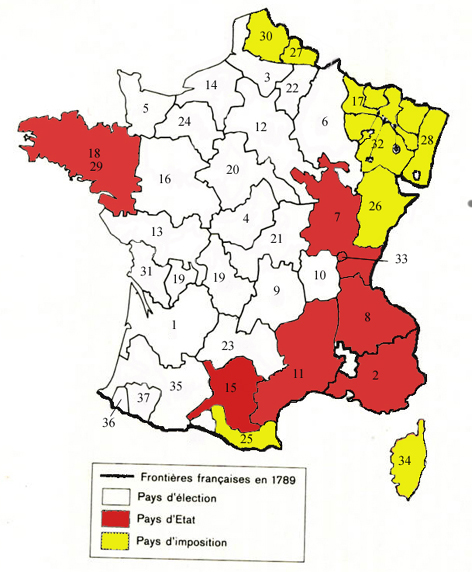
Carte des régions françaises en 1789

D'autre part, la Déclaration des Droits de l'Homme supprima l'ancienne division de la France en cinq zones fiscales, de sorte que tous étaient égaux devant l'impôt. Le 12 juin 1790 le Comtat-Venaissin, qui s'était déjà soulevé contre les papes en 1659-1662 et en 1665, fut proclamé indépendant, et le 18 août 1791, par 70 votes contre 19, on décida de l'incorporer à la France.
En 1792, le girondin Barbaroux proposa à Pétion et Roland d'établir une République du Midi, et de là, plus tard, de conquérir le Nord, si les choses n'allaient pas bien. Ainsi, les volontaires marseillais arrivèrent à Paris et participèrent à l'établissement de la Convention Nationale (juillet 1792). Le montpelliérain Joseph Cambon (1756-1820) fut conseiller des finances en 1793.
En septembre 1792, le général français d'Anselme occupa Nice avec 7 000 Marseillais et en expulsa le comte de Saint-André. Le 3 janvier 1793, on approuva son annexion à la France, on y introduisit les lois et institutions françaises, et elle fit partie du département des Alpes-Maritimes. Trois ans plus tard, en 1796, et après ratification à la chute de Napoléon, elle revint à la Savoie.

## Répression et Terreur
De même, la réaction à la Terreur suscitée par Robespierre et Georges Danton, comme la chute et l’exécution des dirigeants girondins, provoqua une spirale d’insurrections en pays occitan. Le 7 juillet 1793, se produisit une révolte fédéraliste à Bordeaux, étouffée dans le sang par les envoyés Ysabeau et Tallien, qui guillotinèrent le maire et 881 résistants. Mais cela excita la révolte de Toulon, où on exécuta le préfet jacobin Jacob Sevestre, et on appela à l’aide l’amiral britannique Hood. Napoléon Bonaparte conquit la ville le 18 décembre 1793 et réduisit la population d’un quart, en envoyant 12 000 Toulonnais aux travaux forcés. En même temps, du 12 juillet au 25 août, Marseille se souleva aussi, finalement reprise en main par Doppet et Carteaux. Les révoltes en général prirent fin, bien que le 9 août se produisît une nouvelle révolte de paysans à Toulouse, qui fut réprimée très durement.